# چان دای‌کوانگ
چان دای‌کوانگ (ویتنامی: Trần Đại Quang؛ (زاده ۱۲ اکتبر ۱۹۵۶ – درگذشته ۲۱ سپتامبر ۲۰۱۸) یک سیاست‌مدار اهل ویتنام بود که به عنوان نهمین رئیس‌جمهور ویتنام از تاریخ ۲ آوریل ۲۰۱۶ تا زمان مرگ این پست را برعهده گرفت. وی جانشین چیونگ تان‌سانگ شد.
وی، پیشتر در راس وزارت امنیت ویتنام بود که به دلیل وضعیت حقوق بشر در این کشور از سوی کشورهای غربی بارها مورد انتقاد قرار گرفته‌است. چان دای‌کوانگ نخستین ژنرالی ویتنامی است که به این مقام می‌رسد.

## مرگ
«چان دای‌کوانگ» بر اثر ابتلا به بیماری سختی در سن ۶۱ سالگی در یک بیمارستان نظامی در هانوی، پایتخت ویتنام درگذشت.
تلاش پزشکان داخلی و خارجی برای مداوای وی به ثمر نرسید.